# Saldino-Noonan-Syndrom
Das Saldino-Noonan-Syndrom oder Kurzrippen-Polydaktylie-Syndrom Typ 1 ist eine besondere Form der angeborenen Osteochondrodysplasien mit letalem Verlauf und gehört zu den Kurzripp-Polydaktylie-Syndromen charakterisiert durch kurze Rippen und unterentwickelte Lunge.
Die Bezeichnung bezieht sich auf die Autoren der Erstbeschreibung von 1972, den US-amerikanischen Kinderradiologen Ronald M. Saldino und den Genetiker Charles D. Noonan.

## Verbreitung
Die Häufigkeit dieser Krankheitsgruppe ist nicht bekannt, die Vererbung erfolgt autosomal-rezessiv. Dieser Typ gilt als deutlich seltener als der Typ II Verma-Naumoff-Syndrom.

## Klinische Erscheinungen
Gemeinsame Merkmale aller Kurzripp-Polydaktylie-Syndrome sind:
- Kurze Rippen mit Thorax – Hypoplasie, Lungenhypoplasie und Ateminsuffizienz
- Verkürzung und Dysplasie von Röhrenknochen, häufig Polydaktylie

Bei diesem Typ finden sich gehäuft ein Oligohydramnion, eingesunkene Nasenwurzel, kleines Kinn.
Hinzu kommen komplexe Herzfehler, Kurzdarm, Malrotation, Analatresie, Urethralatresie, Genitalhypoplasie, Nierenhypoplasie oder -aplasie, Uterus duplex, Lippen-Kiefer-Gaumen-Spalte, Epiglottis-Dysplasie und Ösophagusatresie.

## Diagnose
Im Röntgenbild finden sich kurze horizontal verlaufende Rippen, an den Enden spitz zulaufende (metaphysärer Sporn) gering verknöcherte Röhrenknochen, eine amorphe Knochenstruktur und eine Polydaktylie. sehr kleine Beckenschaufeln mit horizontal verlaufendem Pfannendach, kleine und runde Wirbelkörper, massiv verkürzte Extremitätenknochen.
Eine Diagnose mittels Sonographie im Mutterleib ist möglich.